# آکادمی سلطنتی هنر و علوم هلند
آکادمی سلطنتی هنر و علوم هلند (انگلیسی: Royal Netherlands Academy of Arts and Sciences)، یک سازمان است که به پیشرفت علم و ادبیات در هلند اختصاص دارد. این آکادمی در Trippenhuis در آمستردام واقع شده است.